# Aulacodes wollastoni
Aulacodes wollastoni là một loài bướm đêm trong họ Crambidae.